# 蓬托莫
雅格布·卡鲁西（Jacopo Carucci，1494年5月24日—1557年1月2日），通常被称为雅格布·达·蓬托莫，雅格布·蓬托莫或者干脆蓬托莫（Pontormo），是意大利佛罗伦萨艺术学校的风格主义画家和肖像画家。他的作品深刻体现了一种从意大利文艺复兴冷静透视投影规律中转变的风格。他的作品以缠绕的姿势和模糊的透视著称;他的人物似乎经常浮动在一个不确定的环境中，完全不受重力阻碍。